# День работников леса и лесоперерабатывающей промышленности
«День работников леса» — интернациональный профессиональный праздник всех работников леса, который отмечается в третье воскресенье сентября в Белоруссии, Киргизии, Российской Федерации и на Украине.

## История праздника
Праздник был установлен Указом Президиума Верховного Совета СССР от 13 августа 1966 («Ведомости Верховного Совета СССР»,1966, № 33, ст. 742) и отмечался ежегодно в третье воскресенье сентября. После распада СССР некоторые бывшие советские республики сохранили этот праздник.

## Белоруссия
В Республике Беларусь «День работников леса и лесоперерабатывающей промышленности» является профессиональным праздником, установлен Указом Президента Республики Беларусь от 26 марта 1998 г. № 157 «О государственных праздниках, праздничных днях и памятных датах в Республике Беларусь».

## Кыргызстан
Продолжает отмечать «День работников леса» в тот же день, чему способствовало обращение работников Государственной лесной инспекции при Правительстве Кыргызской Республики, а правительство республики 13 августа 1993 года издало постановление № 364 в котором вновь придало празднику официальный статус.

## Украина
Первый президент республики Леонид Кравчук 28 августа 1993 года также издал Указ N 356/93, устанавливающий на Украине профессиональный праздник работников лесного хозяйства, лесной, деревообрабатывающей промышленности — День работника леса, который отмечается ежегодно в третье воскресенье сентября".

## Россия

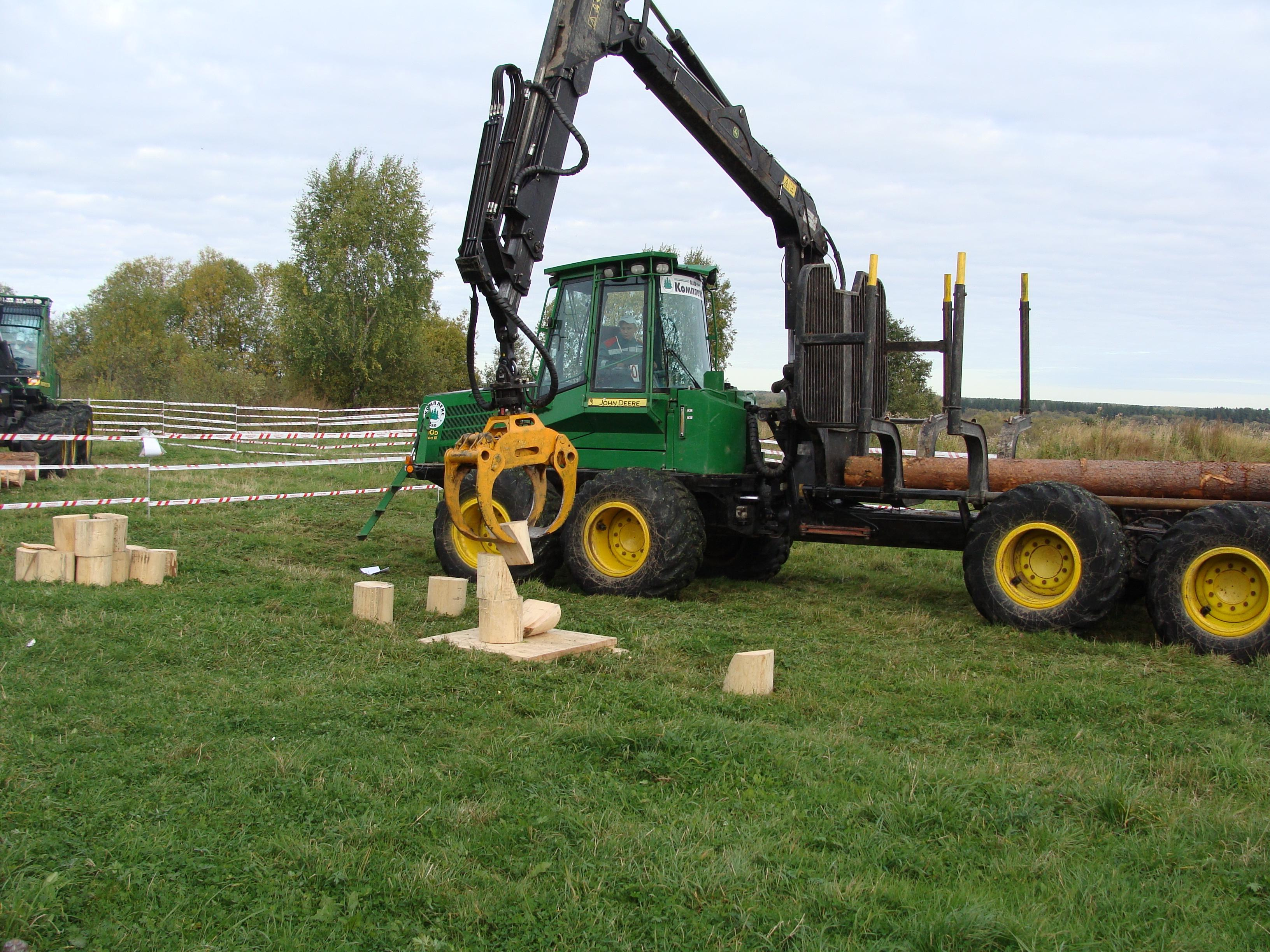
Соревнования в День работников леса, Коряжма

В 2003 году Владимир Путин, в поздравительной телеграмме посвященной этому празднику сказал следующее:
«Лес одно из главных богатств России, бесценный экономический и экологический ресурс страны. Его воспроизводство и рациональное использование — в числе государственных приоритетов… сегодня перед отечественным лесным хозяйством и лесоперерабатывающей промышленностью стоит немало проблем. В их числе — повышение эффективности работы комплекса, технологическое переоснащение и, конечно, социальная защита работающих в нём людей…».